# Île de Yeoui
L'île de Yeoui,, ou Yeouido (hangeul : 여의도 ; hanja : 汝矣島) est une grand île fluviale située sur le fleuve Han, dans la capitale Séoul, en Corée du Sud.

## Situation et accès
La localité est desservie par la station de métro Yeouido.